# Liebenstein (Adelsgeschlecht)

Wappen der Freiherren von Liebenstein

Liebenstein ist der Name eines elsässischen Uradelsgeschlechts, das seit dem 13. Jahrhundert seinen Hauptsitz auf Schloss Liebenstein bei Neckarwestheim in Baden-Württemberg hatte und in den Freiherrenstand erhoben wurde. Zweige der Familie bestehen bis heute.
Das Geschlecht ist nicht zu verwechseln mit der thüringisch-hessischen Familie von Stein zu Liebenstein oder der hessischen Familie Preuschen von und zu Liebenstein.

## Geschichte

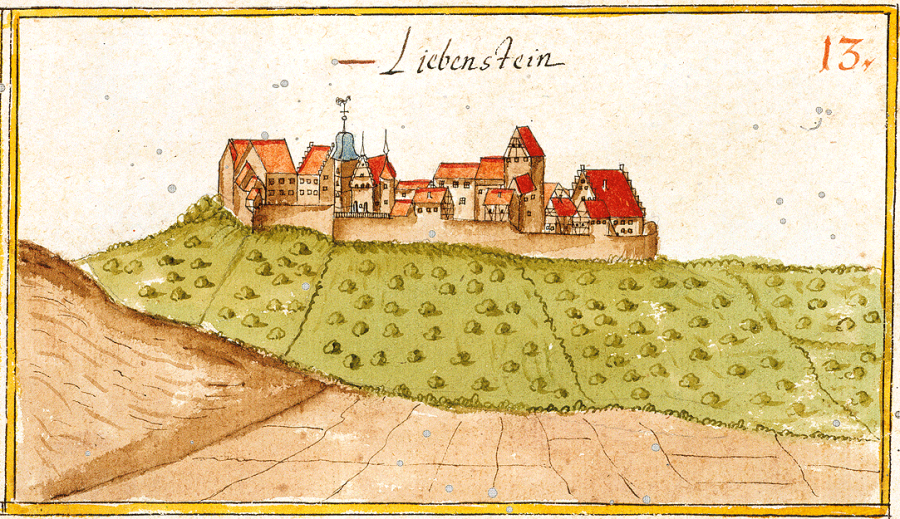
Schloss Liebenstein bei Neckarwestheim im Kieserschen Forstlagerbuch 1684

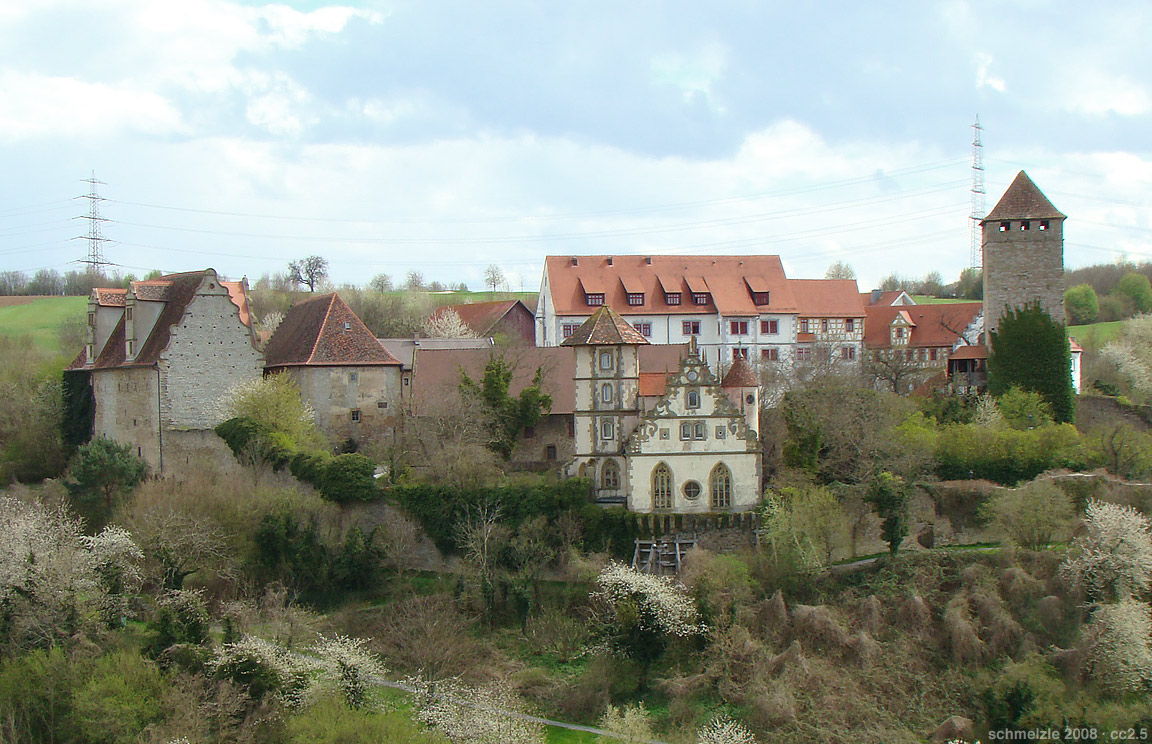
Schloss Liebenstein bei Neckarwestheim

Der älteste nachweisbare Angehörige ist Reinhard von Liebenstein, auf den und dessen 1235 genannten Sohn Albrecht vermutlich der Bau des ältesten Teils von Schloss Liebenstein bei Neckarwestheim auf ehemaligem Besitz der zwischen 1216 und 1219 ausgestorbenen Grafen von Lauffen zurückgeht. Am 15. Januar 1235 wurde Albert von Liebenstein in Wimpfen in einer Urkunde König Heinrichs VII. für das Kloster Schöntal als Zeuge genannt. Kurz vor seinem Tod stiftete Albrecht I. mit Einwilligung seines Sohnes Albrecht II. im Jahr 1261 im Itzinger Hof ein Dominikaner-Nonnenkloster, das bis 1666 auch Begräbnisstätte der Herren von Liebenstein war. Um 1290 vereinigte sich das Kloster Itzingen mit dem Benediktinerinnenkloster in Lauffen.
Den Herren von Liebenstein gelang es bereits im 12./13. Jahrhundert, sowohl einstiges Reichsgut (darunter Itzingen und Ottmarsheim) als auch umliegende Lehen (darunter Teile von Neckarwestheim, Auenstein, Ilsfeld, Kirchheim) an sich zu bringen und damit ein halbwegs geschlossenes Herrschaftsgebiet zu errichten, das von badischem und württembergischem Besitz umgeben war.
Unter den Söhnen Albrechts II. bildeten sich mehrere Familienlinien aus:
- Engelhardt I. erbte die halbe Burg Sternenfels von seiner Großmutter, verkaufte sie 1320 an Württemberg, war mit einer von Sturmfeder vermählt und begründete die Rheinische Linie, die später die Burg Liebenstein bei Boppard am Rhein besaß
- Konrad I. († 1363) ist Stammvater der
  - Ottmarsheimer Linie
  - Heinrichslinie
  - Linie des oberen Hauses
  - Linie des unteren Hauses

Die Linien des oberen und unteren Hauses sind nach ihren Anteilen an Schloss Liebenstein benannt und entstanden 1445 bei der Erbteilung nach dem Tod Peters I. zwischen seinen Söhnen Peter II. und Konrad. Die Heinrichslinie wurde von Heinrich I. († 1517) begründet und erlosch mit dessen Enkel Franz I. im späten 16. Jahrhundert. Die Ottmarsheimer Linie besaß die Hälfte am nahen Ort Ottmarsheim, die andere Hälfte teilten sich die obere und die untere Linie. Vermutlich Bernhard († 1583) aus der Ottmarsheimer Linie erbaute nach 1532 das Ottmarsheimer Schloss, allerdings verstarb sein Sohn Hans-Moritz bereits vor ihm, so dass nach seinem Tod 1583 die Linie erlosch und der Besitz an die obere und untere Linie verteilt wurde. Außerdem gehörten Teile von Bönnigheim, halb Cleebronn, Erligheim und Magenheim zum oberen Haus; halb Liebenstein und halb Kaltenwesten (heute Neckarwestheim) zur unteren Linie. Im Jahr 1500 war Peter III. von Liebenstein der Stammhalter des oberen Hauses, Hanns III. Stammhalter des unteren Hauses.
1504 bis 1508 war Jakob von Liebenstein (Sohn Peters II., oberes Haus) gegen seinen Willen Kurfürst und Erzbischof von Mainz. Sein Neffe Moritz († 1559), Sohn Peters III., erlangte im kaiserlichen Kriegsdienst Bekanntheit, als er 1544 Feldoberster und Leutnant des Sebastian Schertlin von Burtenbach war. Später war er württembergischer Obervogt in Vaihingen.
Althans und Hans von Liebenstein hatten mit etwa 70 weiteren Adligen versprochen, die Kinder Herzog Ulrichs auf dem Tübinger Schloss zu verteidigen, aber ergaben sich schon kurz nach Beginn der Belagerung des Schlosses durch Georg von Frundsberg am Ostermontag 1519. Ihre Namen finden sich deshalb auf der sogenannten Schandtafel im Tübinger Schloss.
Hans von Liebenstein vererbte 1524 seine Güter an sieben Söhne und zwei Töchter. Vier wurden Geistliche, sie erlangten alle die Domherrenwürde, und nur einer, Raban, mainzischer Amtmann zu Olm und Algesheim (Gau-Algesheim, etwa 20 km westlich von Mainz), pflanzte den Mannesstamm fort.

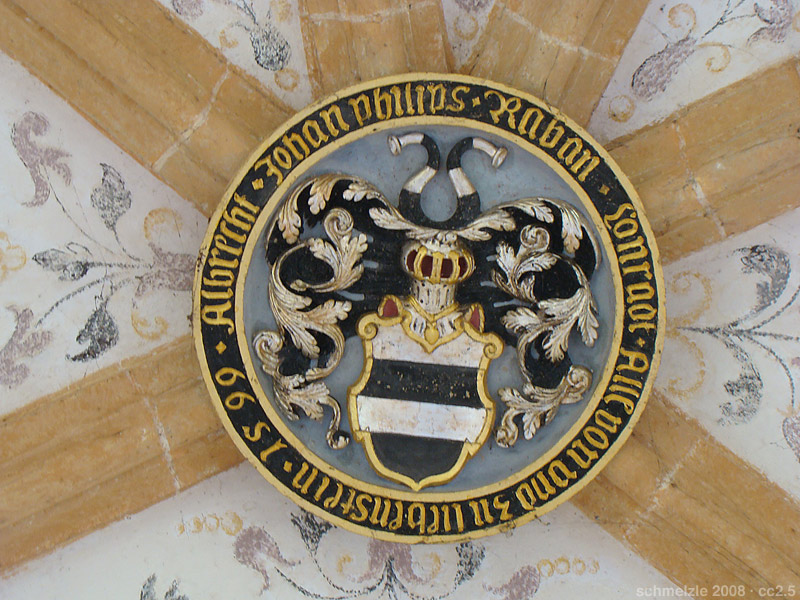
Schlussstein im Chorgewölbe der Schlosskapelle von Schloss Liebenstein mit Familienwappen

Die Liebensteiner weltlichen Standes waren zumeist in württembergischen Diensten: Friedrich I. und Hans V. waren im 15. Jahrhundert württembergische Räte, Bernhard († 1596) und Albrecht († 1608) waren Obervögte in Lauffen am Neckar, Philipp († 1637, oberes Haus) war württembergischer Obervogt in Vaihingen an der Enz. Kaiser Ferdinand zog 1631 einen Teil des oberen Schlosses ein, weil sich Philipp in der Schlacht bei Nördlingen zu stark für die Schweden eingesetzt hatte. Nachdem das Schloss kurzzeitig dem Grafen von Trauttmannsdorff gehörte, der nach dem Tode Wallensteins leitender Minister des Kaisers war, erfolgte 1639 die Rückgabe des oberen Schlosses an die Herren von Liebenstein.
Mit dem Tod von Friedrich Albert von Liebenstein erlosch 1657 der Mannesstamm der oberen Linie. Die Güter wurden an Philipp Konrad I. vom unteren Haus vererbt, der damit den gesamten Familienbesitz auf sich vereinte, aber schon im Folgejahr 1658 starb. Seine drei Söhne Philipp Reinhard, Philipp Konrad II. und Philipp Albrecht trafen 1666 eine Erbvereinbarung, die die Unteilbarkeit der Güter und deren gemeinsame Verwaltung unter Ausschluss weiblicher Erbfolge vorsah. Nach dem Tode Philipp Reinhards, des ältesten der Brüder, kam es um 1670 zum Streit zwischen Philipp Konrad II. und Philipp Albrecht, was dazu führte, dass der Besitzer des unteren Hauses nicht mehr zum oberen Tor hinausging, sondern durch die Mauer neben der Schlosskapelle selbst ein Tor für einen Weg ins Tal hauen ließ.
Am 4. September 1673 verkaufte Philipp Albrecht an Herzog Eberhard III. von Württemberg (1628–1674) das obere Schloss, etwa zwei Morgen des Sees und die halbe Herrschaft für 50.000 Gulden und 230 Dukaten. Am 28. Mai 1678 tauschte Philipp Konrad II. seine restliche halbe Herrschaft und das untere Schloss mit dem Haus Württemberg gegen die andere Hälfte des Dorfes Köngen bei Esslingen mit dessen vorderem Schloss und allen Zugehörigkeiten und noch zusätzlich 13.000 Gulden. Herzog Eberhard III. bezahlte als Käufer aus seiner Privatschatulle und war Besitzer der gesamten Liebensteiner Herrschaft aus Schloss Liebenstein, Kaltenwesten, Ottmarsheim, Kloster und Weiler Itzingen, halb Holzweiler sowie Gütern und Gefällen in Ilsfeld und Auenstein. Württemberg richtete zur Verwaltung des Besitzes dort eine Stabskellerei ein und erwarb übrigens auch im Jahr 1687 das Dorf Köngen für 41.000 Gulden von Philipp Konrad II. zurück.
Neben den Besitzungen um Liebenstein hatte die Familie seit dem 15. Jahrhundert einen zweiten Besitzschwerpunkt um das Dorf Jebenhausen bei Göppingen, das der Familie aufgrund seines Sauerbrunnenbades gute Einnahmen erbrachte. Jebenhausen, 1206 erstmals erwähnt, war 1439 teils als württembergisches Lehen, teils als Eigenbesitz von den Herren von Ahelfingen an die Herren von Schlat gekommen. Kunigunde von Liebenstein, Witwe des Caspar von Schlat, verkaufte 1468 die ihr gehörende Hälfte Jebenhausens an ihren Bruder, einen Konrad von Liebenstein. Dieser hatte schon ein Jahr zuvor die andere Hälfte des Dorfes von Württemberg erworben und besaß somit nun ganz Jebenhausen als Eigenbesitz. Nach dem Tod seiner kinderlosen Schwester Kunigunde erbte er 1476 noch die bei Jebenhausen gelegenen Orte Eschenbach, Schlat, Iltishof und Lotenberg und konnte so seine Herrschaft Jebenhausen abrunden.

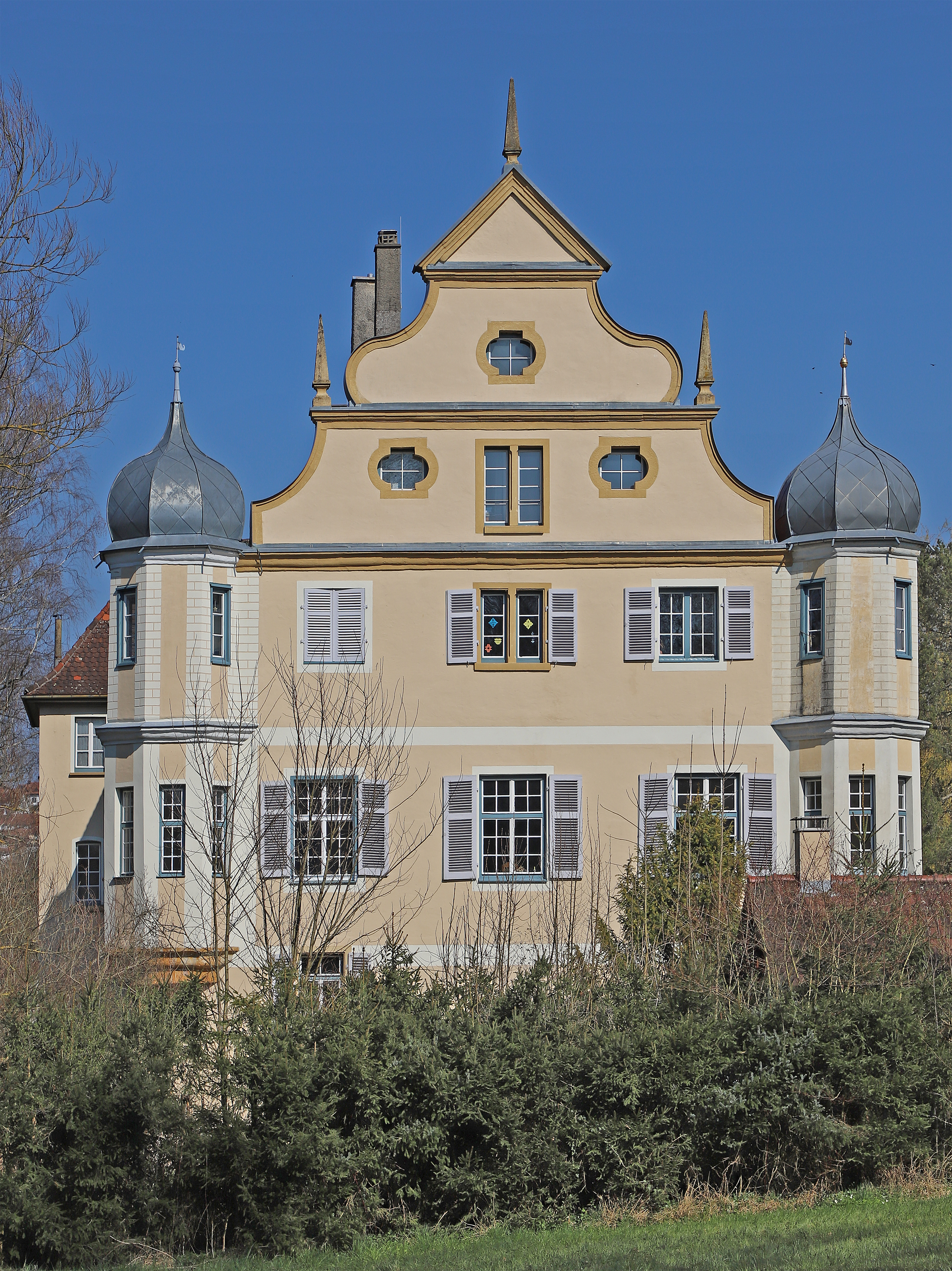
Schloss Liebenstein in Jebenhausen (2020)

1670, noch vor dem Verkauf Schloss Liebensteins, hatte Philipp Konrad II. seine Hälfte der Herrschaft Jebenhausen an seinen Bruder Philipp Albrecht verkauft. Mit den 50.000 Gulden, die Philipp Albrecht für den Verkauf seiner Hälfte Liebensteins erhielt, konnte er seine Herrschaft Jebenhausen entschulden. 1686 ließ er in Jebenhausen ein Schloss im hochbarocken Stil erbauen, das noch zu Beginn des 21. Jahrhunderts von seinen Nachfahren bewohnt wird. 1773 versuchte Johann Friedrich Ludwig von Liebenstein auf der Grundlage eines Rechtsgutachtens der Universität Göttingen, durch eine Aufsehen erregende Klage den Verkauf der Herrschaft Liebenstein von 1673/78 anzustreiten. Aufgrund des ius de non appellando blieb die Klage vor den württembergischen Gerichten erfolglos. Die Rechtsstreitigkeiten mit Württemberg ruinierten die Finanzen der Liebensteiner dermaßen, dass sie 1789 ihre Anteile an Eschenbach, Lotenberg und Schlat an Württemberg verkauften.
Die schwäbische Hauptlinie der Herren von Liebenstein war bei der schwäbischen Reichsritterschaft im Ritterkanton Kocher immatrikuliert. Ihr Einfluss schwand mit dem Verkauf der Herrschaft Liebenstein an Württemberg in den 1670er Jahren. 1728 bildeten sich unter den Nachkommen Philipp Albrechts zwei Linien, die Jebenhausener und die Eschenbacher Linie. Erstere starb 1827 im Mannesstamm aus, letztere bildete einen deutschen und einen holländisch-ostindischen Zweig aus. Ludwig Wilhelm Friedrich Karl von Liebenstein war Inhaber einer holländischen Befehlsstelle in Batavia auf der Insel Java. Seine Nachkommen lebten in Padang auf Sumatra.

## Familienchronik
Kurt Andermann edierte und kommentierte 2003 nach der Handschrift im Archiv der Freiherren von Gemmingen auf Burg Hornberg eine in mehreren Handschriften überlieferte Familienchronik, die Oswald Gabelkover um 1600 wohl im Auftrag von Albrecht von und zu Liebenstein (1555–1608) verfasst hat.

## Bibliothek
Während das Familienarchiv im Staatsarchiv Ludwigsburg einsehbar ist, wurde die im 19. Jahrhundert über 3000 Bände umfassende Adelsbibliothek ab 1999 im Einzelverkauf in den Handel gegeben.

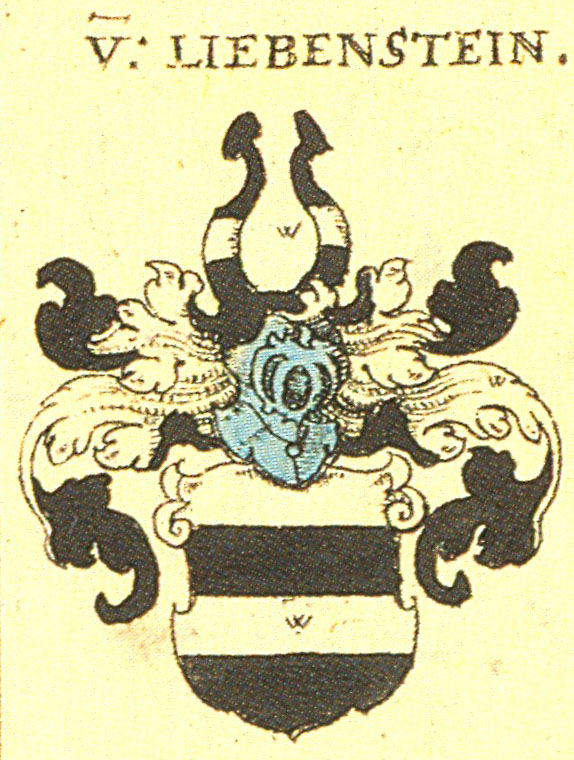
Wappen im Siebmacher

## Wappen
Das Wappen ist von Silber und Schwarz dreimal geteilt. Auf dem Helm mit schwarz-silbernen Decken zwei wie der Schild bezeichnete Büffelhörner.

## Bekannte Familienmitglieder
- Jakob von Liebenstein (1462–1508), Erzbischof von Mainz
- Philipp Friedrich von Liebenstein (1730–1799), Verfasser des Judenschutzbriefes von 1787 für Buttenhausen
- Ludwig von Liebenstein (1781–1824), badischer Kreisdirektor und Staatsrat, außerdem 1818 bis 1824 Mitglied des ersten Badischen Landtags. Sein Urenkel war der Generalmajor Kurt Freiherr von Liebenstein.
- Gustav Freiherr von Liebenstein (1891–1967), deutscher Kapitän zur See der Reserve der Kriegsmarine und Industrieller
- Kurt Freiherr von Liebenstein (1899–1975), Generalmajor im Zweiten Weltkrieg und in der Bundeswehr